# IT-Dienstleistungszentrum Berlin
Koordinaten: 52° 29′ 10,4″ N, 13° 18′ 58,7″ ODas IT-Dienstleistungszentrum Berlin (ITDZ Berlin) ist der zentrale IT-Dienstleister der Berliner Verwaltung.

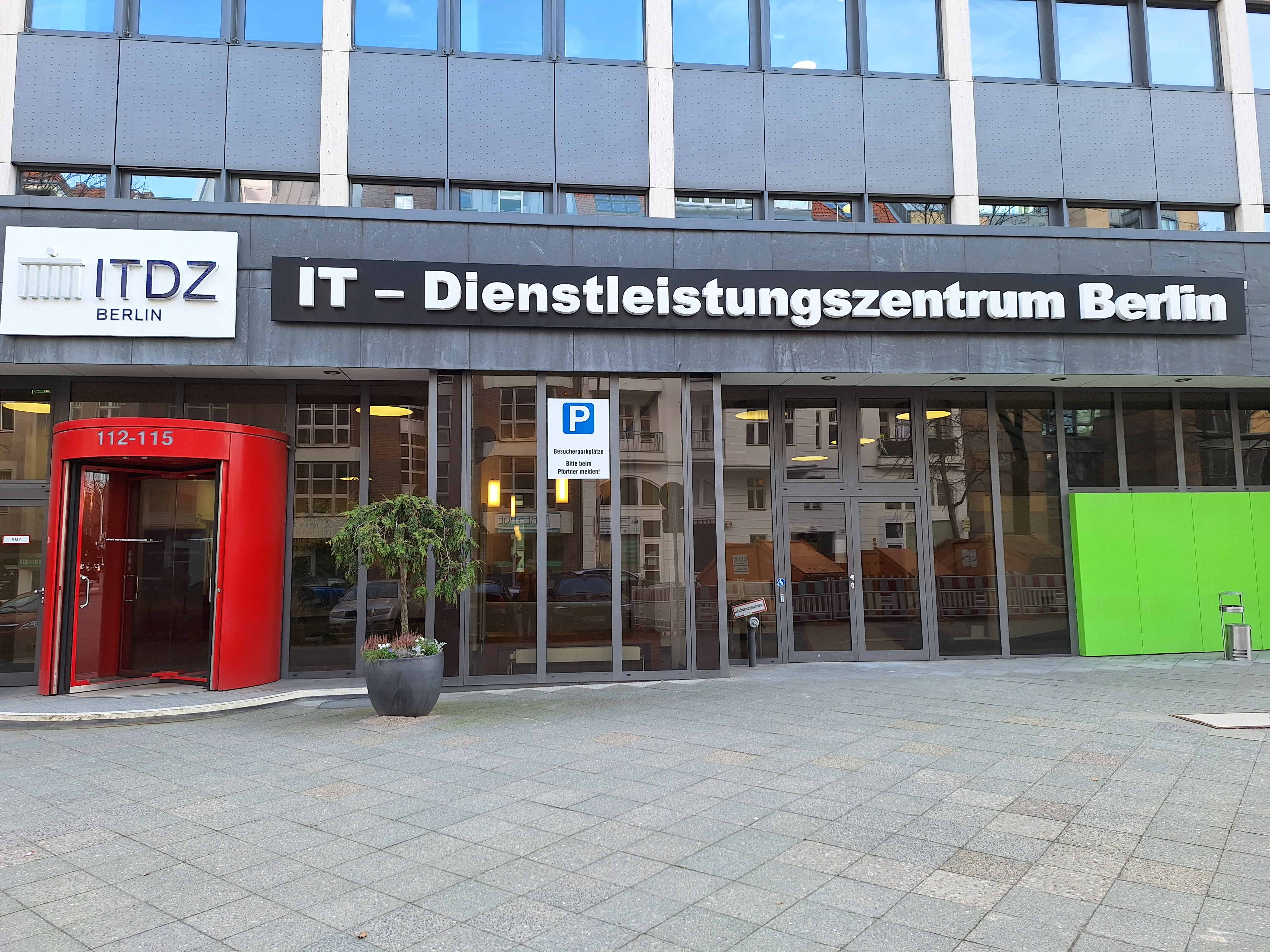
ITDZ in der Berliner Straße

Das ITDZ Berlin bietet Dienstleistungen im Bereich von Daten- und Telekommunikation an. Dazu gehört der Betrieb zweier Rechenzentren (Data Center), ein rund 1.100 km umfassendes Glasfasernetz, über das das Berliner Landesnetz (Verwaltungsintranet) kommuniziert, viele für die Verwaltungsarbeit notwendige Verfahren sowie IT-Infrastrukturdienste. Zum Leistungsspektrum des ITDZ Berlin gehört auch die Telefonie mit bis zu 10.000 Anrufen pro Tag.
Zudem unterstützt das ITDZ Berlin die Berliner Verwaltung bei IT-Projekten, Ausschreibungen und berät bei Fragen rund um Cyber Security, Künstliche Intelligenz, Open Source und Cloud Computing.
Es handelt sich um eine nachgeordnete Einrichtung der Senatskanzlei. Es wurde vom Landesbetrieb für Informationstechnik (LIT) per Gesetz vom 30. November 2005 in eine Anstalt des öffentlichen Rechts überführt. Der Hauptstandort befindet sich in der Berliner Straße in Berlin-Wilmersdorf.
Die Einrichtung finanziert sich aus der eigenen Leistungserbringung.
Am 27. Juni 2022 übernahm das ITDZ Berlin, als alleinige Gesellschafterin, die BerlinOnline Stadtportal GmbH & Co. KG. Das Tochterunternehmen BerlinOnline ist der kommunale Partner für diverse Internetlösungen und betreibt u. a. die Website berlin.de und hostet das CMS-System „Imperia“ für die Berliner Verwaltung.

## Organe
Organe sind der Vorstand und der Verwaltungsrat. Der Vorstand des ITDZ Berlins wird vom Verwaltungsrat auf fünf Jahre bestellt. Seit dem 1. Juli 2024 ist Maria Borelli die Vorständin des ITDZ Berlin.
Der Verwaltungsrat setzt sich aus fünf Mitgliedern zusammen, die vom Berliner Senat bestellt werden. Dazu gehört je ein Vertreter der zuständigen Senatsverwaltungen. Der Rat der Bürgermeister stellt zwei Vertreter. Die Verwaltungsratsvorsitzende und somit fünftes Mitglied des Verwaltungsrates ist die aktuelle Chief Digital Officer und Staatssekretärin für Digitales und Verwaltungsmodernisierung des Landes Berlin, Martina Klement.
Der Verwaltungsrat überwacht die ordnungsgemäße Geschäftsführung des ITDZ Berlin und muss zentralen Maßnahmen wie geplanten Investitionen zustimmen. Er beschließt über grundsätzliche Angelegenheiten der Anstalt, insbesondere über den Wirtschaftsplan des ITDZ Berlin und bestellt und entlässt den Vorstand des ITDZ Berlin.

## Aufgaben
Die Organisation bietet Dienste auf dem Gebiet der Sprach- und Datenkommunikation, Bereitstellung von Verfahren für Verwaltungsaufgaben, Datenschutz- und Sicherheitskonzepte, Durchführung von Ausschreibungen unter Beachtung von mittelstandsfreundlichen Vergaberichtlinien.
Das ITDZ Berlin betreibt zwei Rechenzentren, ein Service Center sowie das Berliner Landesnetz (BeLa), das mit über 1.100 km Lichtwellenleiter-Kabel rund 600 Standorte wie Verwaltungen, öffentliche Institutionen oder Wissenschaftsgebäude unterirdisch miteinander verbindet.
Hauptaufgabe des ITDZ ist die Beschaffung von Informations- und Kommunikationstechnik (IKT) für die Berliner Verwaltung, die beim ITDZ Berlin abnahmeverpflichtet ist (eGovG Bln § 24 Abs. 2 Satz 2).
Das ITDZ Berlin unterstützt bei Vorbereitung und Durchführung aller Wahlen im Land Berlin. Dies umfasst: Betrieb der technischen Wahlinfrastruktur, Schutz der Wahlinfrastruktur vor Cyberangriffen und DDOS-Attacken, Betrieb einer Notwahlzentrale, datensichere Produktion und Versand der Wahlbenachrichtigungen durch das ISO-zertifizierte ITDZ Berlin-Druckzentrum.

## Ausbildung
Derzeit werden ca. 90 Auszubildende in kaufmännischen sowie technischen Bereichen ausgebildet bzw. nutzen die Möglichkeit zum Studium an der Hochschule für Wirtschaft und Recht Berlin sowie an der TH Wildau. Die Ausbildung erfolgt im dualen System – teils in der Berufsschule bzw. an der Fachhochschule, teils im Ausbildungsbetrieb.
Die IHK Berlin zeichnete das Unternehmen mehrfach für die „Exzellente Ausbildungsqualität“ aus.

## Gründung und Unternehmensform
1969 begann das Land Berlin ein umfassendes Kommunikationsnetz in den Behörden aufzubauen. Noch im selben Jahr wurde das Landesamt für Elektronische Datenverarbeitung (LED) gegründet. 1991 fusionierten die beiden Rechenzentren von Berlin (Ost) und Berlin (West) zu einem neuen Dienstleister. Das LED wurde in Landesamt für Informationstechnik (LIT) umbenannt.
Das Amt ging 1998 in einen Betrieb nach § 26 Landeshaushaltsordnung (LHO) mit der Bezeichnung Landesbetrieb für Informationstechnik (LIT) über. Seit dem 1. Januar 2005 ist der ehemalige Landesbetrieb für Informationstechnik eine Anstalt des öffentlichen Rechts mit dem neuen Namen IT-Dienstleistungszentrum Berlin (ITDZ Berlin).

## Wichtige Verfahren
Die Einrichtung betreibt die Netzwerkstruktur und die Server für das Verfahren POLIKS der Berliner Polizei sowie bei der elektronischen Abwicklung der Leihgaben für den Verbund Öffentlicher Bibliotheken Berlin.
Nachdem die berlinweite Behördeneinwahl „900-BerlinTelefon“, ein Service Center für die Berliner Verwaltung, erfolgreich eingeführt wurde, war Berlin Modellregion für die Bundesweite Bürgerservicenummer 115. Seit 2011 wird die Behördenrufnummer im Regelbetrieb angeboten. Dieses Service Center wird vom ITDZ Berlin betrieben. Ab 2025 sollen unter der 115 auch Fragen zum Brandenburger Bürgerservice beantwortet werden.

## Sonstiges
Seit dem 11. Juni 2010 ist das ITDZ Berlin als familienbewusstes Unternehmen ausgezeichnet. Im Rahmen des „audit berufundfamilie“ im ITDZ Berlin wurde das Zertifikat wiederholt verliehen.
Seit dem 1. April 2024 werden die Mitarbeitenden des IT-Dienstleistungszentrum Berlin nach einem eigenen Haustarifvertrag bezahlt.
Das ITDZ Berlin ist Mitglied von verschiedenen Netzwerken, u. a. der Initiative Mehrwert Berlin, European Women’s Management Development (EWMD), Open Source Business Alliance und der GovDigital.